# 안세이 대지진

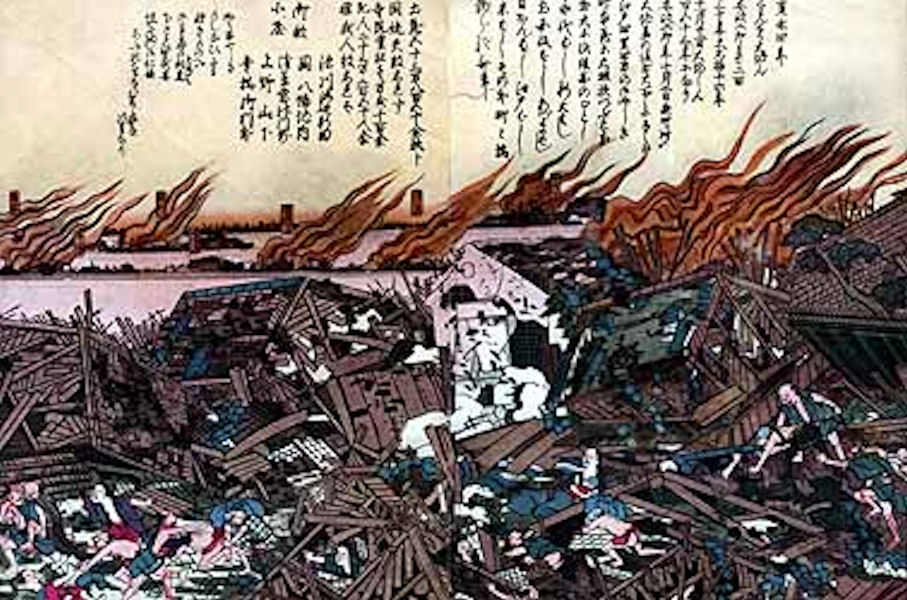
안세이 대지진 중 하나인 안세이 에도 지진의 피해를 입은 에도를 그린 그림.

안세이 대지진(일본어: 安政の大地震)은 일본 에도 시대 후기인 안세이 시기(1850년대)에 일본 각지에서 대지진이 연발한 일을 말한다.
보통 안세이 대지진이라고 하면 1855년에 일어난 안세이 에도 지진을 뜻하는 경우가 많은데, 1년 전인 1854년에 난카이 해곡 거대지진인 안세이 도카이 지진과 안세이 난카이 지진이 일어났으며 이 시기 이후에도 1858년 히에쓰 지진, 1856년 안세이 하치노헤 해역 지진, 1854년 이가우에노 지진 등 안세이 원년부터 일어나기 시작한 큰 피해를 준 대지진을 전부 묶어 안세이 대지진이라고 부른다.
안세이 대지진을 줄여서 안세이 지진(安政地震)이라고 부르기도 하지만 보통 단순하게 안세이 지진이라고 하면 난카이 해곡에서 일어난 것으로 추정되는 호에이 지진과 쇼와 시기 지진을 비교하여 안세이 도카이 지진/난카이 지진을 묶어 부를 때 쓰는 단어이기도 하다.
1854년 일어난 이가우에노 지진, 안세이 도카이 지진, 난카이 지진, 호요 해협 지진은 실제로는 안세이 이전인 가에이 7년에 일어난 지진이다. 실제로 그 당시 고문서나 일기, 가와라반에서는 "가에이 7년 갑인년"이라고 적혀 있고 지진 이후인 가에이 7년 11월 27일(양력 1855년 1월 17일)에 안세이로 개원하였으므로 "가에이 대지진"이 맞는 표현이지만 메이지 개원 당시 조칙에서 "게이오 4년(1868년)을 메이지 원년으로 개원한다"라고 하면서 게이오 4년 1월 1일을 소급하여 메이지 원년으로 계산하였기 때문에 이에 따라 "간에이 7년 1월 1일을 소급하여 안세이 원년으로 되었다"라고 해석하여 "안세이 대지진"이라고 부른다.
역사연표에서는 가에이 7년 1월 1일을 소급하여 안세이 원년으로 기록하고 있으며, '대일본지진역보'(大日本地震史料) 및 '이과연표'(理科年表) 등 여러 지진 자료에서도 안세이 시기로 표시하고 있다.

## 에도 막말의 대지진

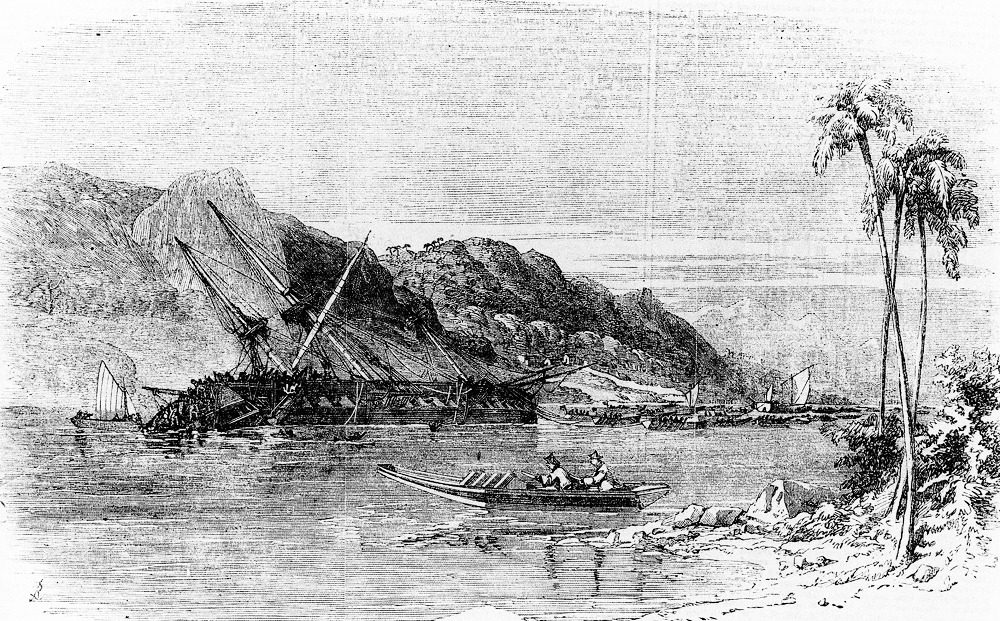
안세이 도카이 지진 이후 좌초된 디아나호

1847년에서 1858년 사이 일본 내에 일어난 주요 대지진을 표시한 애니메이션.

1853년 7월 8일(가에이 6년 6월 3일) 페리 원정 사건이 일어났으며, 같은 해 8월 22일(음력 7월 18일)에는 러시아의 프리깃 디아나도 내항하면서 에도 막부는 잇다라 개항을 강요받았다. 디아나호를 끌고 온 예프피미 푸탸틴은 음력 11월 4일 안세이 도카이 지진이 일어나기 직전인 음력 11월 1일 시모다의 후쿠센지(福泉寺)에서 막부에서 파견된 가와지 도시아키라에게 시모다항은 안전한 항구가 아니라며 다른 항구로 이동하자고 강력하게 주장했다.
결국 안세이 도카이 지진으로 시모다항이 황폐화되었지만 이후 나가사키를 넘어서는 일본 외교 최전선이 되어 1856년 타운젠드 해리스 제독은 시모다에서 에도 막부와의 협상에 임했다. 해리스의 정부가 된 사이토우 기치가 준비금 25냥, 연봉 125냥으로 넘어가게 된 것도 도카이 지진으로 생가가 휩쓸려 사라져 빈궁하게 되었다는 배경이 있었다.
안세이 대지진이 일어난 막말 시기에는 도막운동과 같이 사회적으로 혼란한 가운데 대지진도 연발하였다. 아래는 안세이 시기 일어난 지진과 주요 사건 연표이다.
| 안세이 이전 - 1847년 5월 8일 (고카 4년 3월 24일) - 젠코지 지진 발생. - 1853년 3월 11일 (가에이 6년 2월 2일) - 가에이 오다와라 지진 발생. - 1853년 7월 8일 (가에이 6년 6월 3일) - 우라가 해역에 페리 원정대가 도착. - 1853년 8월 22일 (가에이 6년 7월 18일) - 나가사키에 푸탸틴 원정대가 도착. |
| 안세이 시기 - 1854년 3월 31일 (가에이 7년 3월 3일) - 가나가와 조약 체결. - 1854년 5월 2일 (가에이 7년 4월 6일) - 교토에 대화재가 발생. 궐내에도 불이 옮겨붙어 소실되었다. - 1854년 5월 17일 (가에이 7년 4월 21일) - 시모다 료센지 회담. 페리와 막부 측 환율협상이 진행되었다. - 1854년 7월 9일 (가에이 7년 6월 15일) - 이가우에노 지진 발생. - 1854년 12월 23일 (가에이 7년 11월 4일) - 안세이 도카이 지진 발생. 쓰나미로 디아나호가 난파되었다. - 1854년 12월 24일 (가에이 7년 11월 5일) - 안세이 난카이 지진 발생. - 1854년 12월 26일 (가에이 7년 11월 7일) - 호요 해협 지진 발생. |
| - 1855년 1월 15일 (안세이 원년 11월 27일) - 안세이로 개원하였다. 난파된 디아나호가 견인 중 좌초되어 4일 후 침몰하였다. - 1855년 2월 7일 (안세이 원년 12월 21일) - 러일 화친 조약 체결. - 1855년 3월 18일 (안세이 2년 2월 1일) - 히다 지진 발생. - 1855년 9월 13일 (안세이 2년 8월 3일) - 리쿠젠국 해역에서 지진이 발생. - 1855년 11월 7일 (안세이 2년 9월 28일) - 엔슈나다 해역에서 지진이 발생. 도카이 지진의 최대여진이다. - 1855년 11월 11일 (안세이 2년 10월 2일) - 안세이 에도 지진 발생. 후지타 도우코와 도다 주우다유우가 사망. - 1856년 8월 21일 (안세이 3년 7월 21일) - 타운젠드 해리스가 시모다에서 총영사로 부임. - 1856년 8월 23일 (안세이 3년 7월 23일) - 안세이 하치노헤 해역 지진 발생. - 1856년 10월 7일 (안세이 3년 9월 9일) - 시모다항에서 해리스와 막부 간 환율 협상이 진행되었다.. - 1856년 11월 4일 (안세이 3년 10월 7일) - 에도에서 지진이 발생. - 1857년 7월 14일 (안세이 4년 윤5월 23일) - 스루가국에서 지진이 발생. - 1857년 10월 23일 (안세이 4년 8월 25일) - 이요-아키 해역에서 지진이 발생. - 1857년 12월 20일 (안세이 4년 11월 5일) - 요시다 쇼인이 쇼카손주쿠를 계승하다. - 1858년 4월 9일 (안세이 5년 2월 26일) - 히에쓰 지진 발생. - 1858년 7월 8일 (안세이 5년 5월 28일) - 하치노헤 해역에서 지진이 발생. - 1858년 7월 29일 (안세이 5년 6월 19일) - 미일 수호 통상 조약 체결. 이어 미국, 영국, 프랑스, 네덜란드, 러시아와 안세이 5개국 조약 체결. - 1858년 10월 11일 (안세이 5년 9월 5일) - 안세이 대옥이 시작되다. - 1859년 1월5일 (안세이 5년 12월 2일) - 이와미국 지역에 지진이 발생. - 1859년 7월 1일 (안세이 6년 6월 2일) - 요코하마항, 하코다테항, 나가사키항이 개항하였다. 막말의 통화 문제가 발생하였다. - 1859년 10월 4일 (안세이 6년 9월 9일) - 이와미국 지역에 지진이 발생. - 1860년 3월 24일 (안세이 7년 3월 3일) - 사쿠라다문 밖의 변이 일어나 이이 나오스케가 암살당하다. |
| 안세이 이후 - 1867년 11월 9일 (게이오 3년 10월 14일) - 대정봉환. - 1868년 4월 5일 (게이오 4년 3월 13일) - 가쓰 가이슈-사이고 다카모리 회담이 열리다. 에도 개성. |

## 같이 보기
- 일본의 지진 목록

## 참고 문헌
- 武者金吉, 편집. (1951). 《日本地震史料》. 毎日新聞社.
- 東京大学地震研究所『新収 日本地震史料 五巻 自弘化元年至明治五年』日本電気協会、1985年
- 東京大学地震研究所『新収 日本地震史料 五 別巻二－一/二 安政江戸地震』日本電気協会、1985年
- 東京大学地震研究所『新収 日本地震史料 五 別巻三 伊賀上野地震』日本電気協会、1986年
- 東京大学地震研究所『新収 日本地震史料 五 別巻四 飛越地震』日本電気協会、1986年
- 東京大学地震研究所『新収 日本地震史料 五 別巻五－一/二 安政東海・南海地震』日本電気協会、1987年
- 『安政見聞録』